# Habsburg-törvény

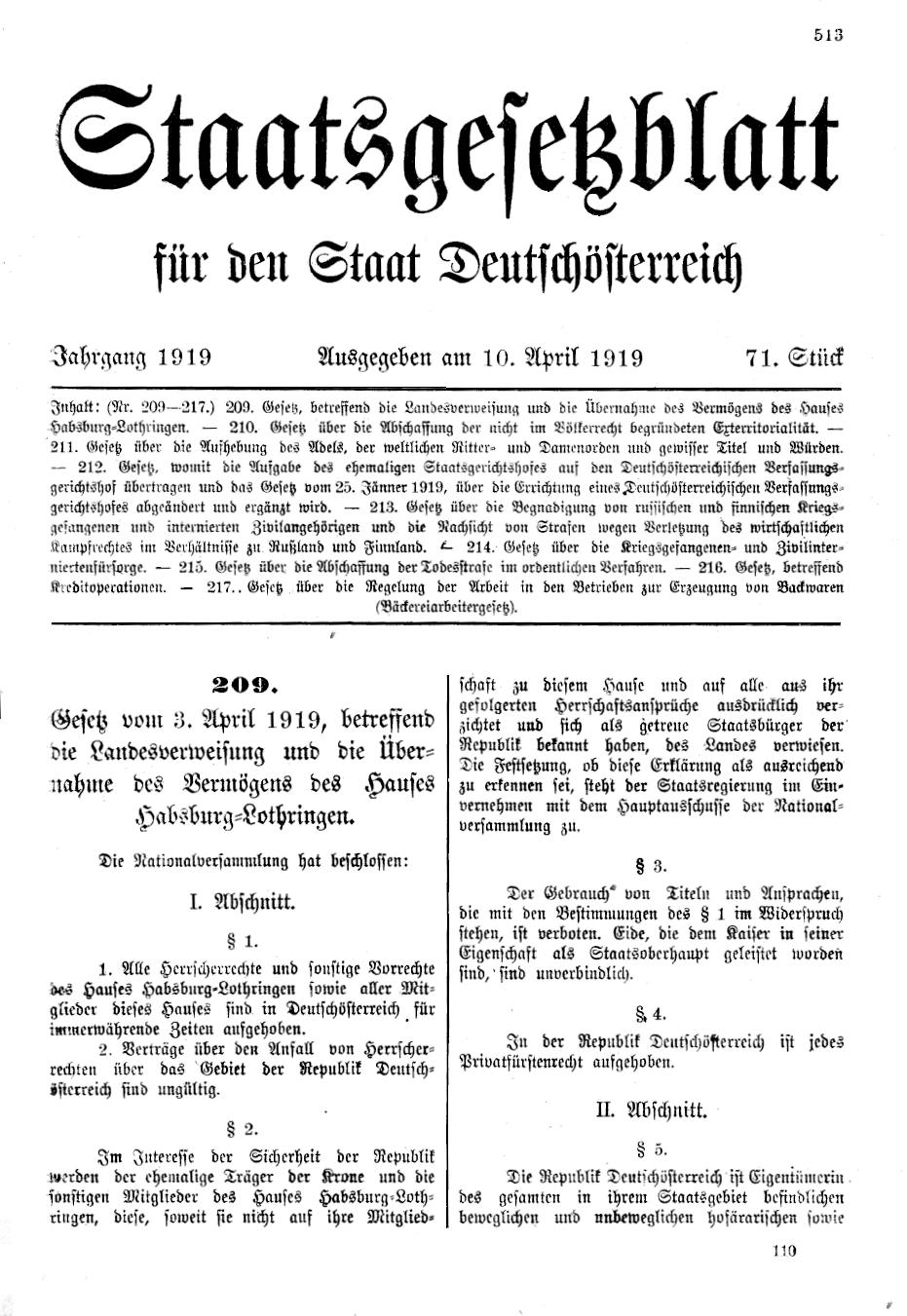
A Habsburg-törvény közzététele Német-Ausztria Állami Közlönyében 1919. április 10-én.

A Habsburg-törvény (Habsburger-Gesetz vagy Habsburgergesetz, rövidítve HabsbG), amit Német-Ausztria parlamentje 1919. április 3-án hozott meg, a Habsburg–Lotaringiai család tagjainak és vagyonának jogállását szabályozta az első Osztrák Köztársaságban, az első világháború befejezése és az Osztrák–Magyar Monarchia felbomlása után. Megvonta a ház tagjainak uralkodói címeit és jogait, kitiltotta őket a Köztársaság területéről, a visszatérést lemondó jognyilatkozat megtételéhez kötötte. A törvény a Habsburg–Lotaringiai-ház teljes vagyonát az állam javára elkobozta. Hatályát 1935–36 között részben felfüggesztették, 1939-ben a náci megszálló hatalom ismét hatályba helyezte, 1945-ben a második Osztrák Köztársaság eredeti, 1919-es formájában alkotmányerejű törvénnyé emelte. 1955-ben az osztrák államszerződésbe is belefoglalták. Az elkobzott Habsburg-vagyon visszaszolgáltatásáról ma is jogviták folynak.

## Története

### Az első Osztrák Köztársaság
1918. november 11-én I. Károly osztrák császár nyilatkozatban kötelezte magát, hogy tartózkodik uralkodói hatalmának gyakorlásától (Verzichtserklärung). Másnap, november 12-én Bécsben kikiáltották a köztársaságot. Mivel azonban a császár nem mondott le, törvényességi válsághelyzet állt elő. Az új kormány, a köztársaság biztonsága érdekében olyan törvényt készített elő, amely választás elé állította volna az uralkodót: vagy hivatalosan lemond császári címéről, ekkor az Osztrák Köztársaság polgáraként az új Német-Ausztriában maradhat, vagy nem mond le, ekkor internálják, vagy kiutasítják az országból.

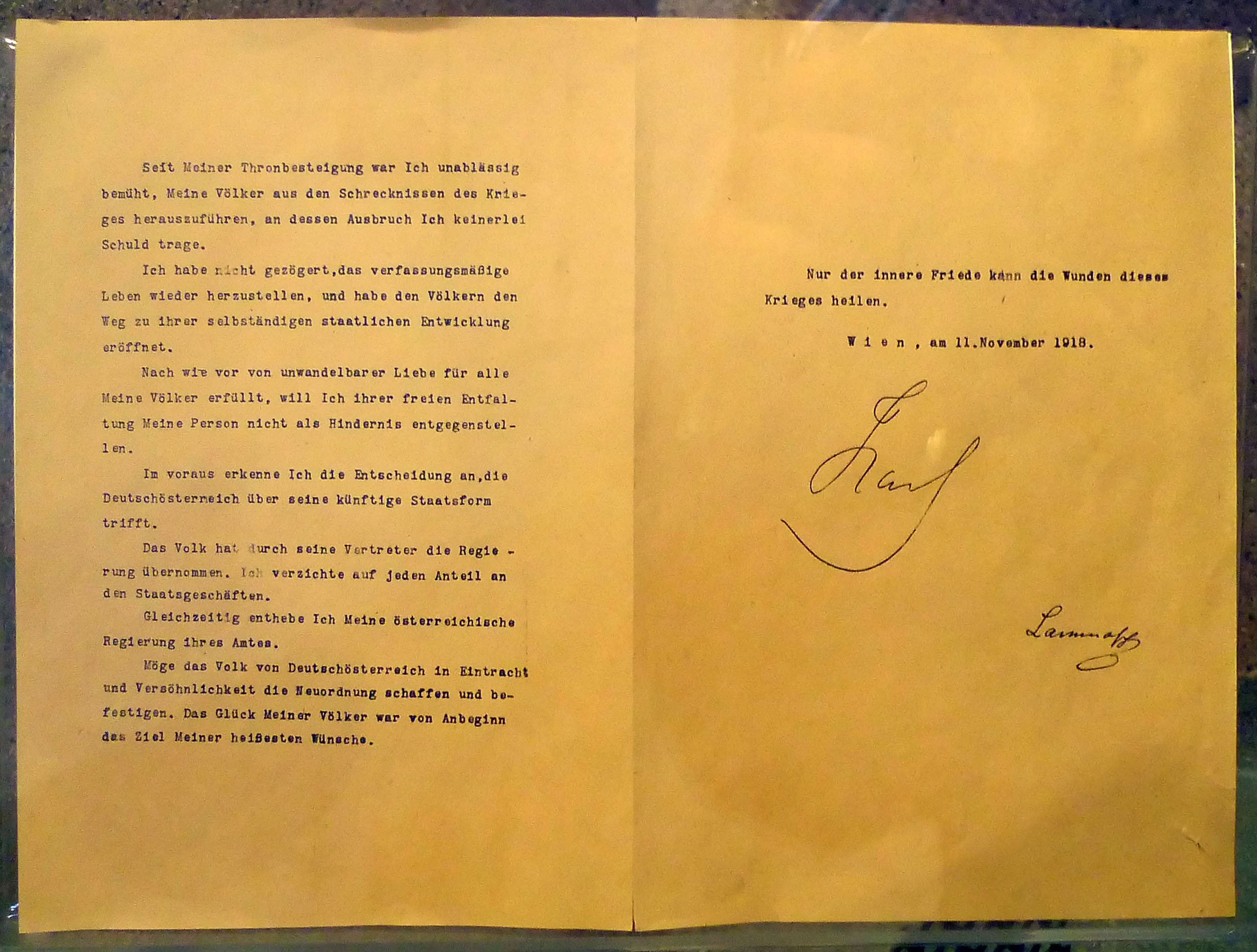
Károly nyilatkozata, „uralkodói teendőinek átmeneti átengedéséről”.

Feleségének, Zita császárnénak nyomására, aki az uralkodói hatalmat isten kegyelméből valónak (Gottesgnadentum), az arról való lemondást lehetetlennek tartotta, Károly megtagadta a hivatalos lemondást császári címéről. (Ugyanígy járt el a magyar királyi címével kapcsolatban is). 1919. március 23-án az egykori császári és királyi udvari vonaton Svájcba távozott. Mielőtt elhagyta volna Ausztria területét, március 24-én a vorarlbergi Feldkirchben kiadta a „feldkirchi manifesztumot”, amelyben visszavonta a november 11-én tett nyilatkozatát, és tiltakozott uralkodói hatalmának korlátozása ellen.
Ennek nyomán, az első Osztrák Köztársaság (Német-Ausztria) parlamentje Dr. Karl Renner államkancellár kezdeményezésére 1919. április 3-án meghozta „A Habsburg–Lotaringiai-ház tagjainak kiutasításáról és a ház vagyonának elkobzásáról” szóló törvényt, amelyet 1919. április 10-én tettek közzé az osztrák Állami Közlönyben (Staatsgesetzblatt).
A törvény a külföldön tartózkodó „egykori koronás főt” meghatározatlan időre („örök időkre”) kiutasította Ausztria államterületéről. Ez a Habsburg–Lotaringiai-ház többi tagjaira is vonatkozott, ha nem tagadták meg a Habsburg uralkodócsaládhoz való tartozásukat, nem mondtak le trónigényükről, és nem tekintették magukat az Osztrák Köztársaság polgárainak. A törvény az állami vagyon, valamint a császári udvar kezelésében álló udvari vagyon feletti rendelkezést az államigazgatás kezébe adta. A Habsburg-ház úgynevezett magán- és családi pénzalapjait, amelynek legnagyobb része a Habsburg-ház mindenkori feje által kezelt közös családi vagyon volt, a törvény kisajátította és állami tulajdonná nyilvánította. A magánszemélyek megtarthatták saját különvagyonukat. 
A nemesség eltörléséről szóló törvény (Adelsaufhebungsgesetz), amit az osztrák parlament ugyancsak 1919. április 3-án fogadott el, Német-Ausztria területén megszüntetett minden nemesi címet és előjogot, és a névviselésben megtiltotta a nemesi címek használatát.
A Habsburg-család vagyonának jelentős részét különféle alapítványok (Stiftung) és pénzalapok (Fonds) képezték. A család ezeket magántulajdonnak tekintette, nem fogadta el a kisajátítás tényét és továbbra is igényt támasztott az ezek fölötti rendelkezésre. Az ebből származó ellentmondások megszüntetése céljából a Habsburg-törvényt 1919. október 30-án (de április 3-áig visszaható hatállyal) módosították és kiegészítették. Az új törvényben konkréten felsorolták, mely alapítványok és pénzalapok esnek kisajátítás alá.
1920-ban, az Osztrák Köztársaság szövetségi alkotmányának hatályba lépésekor a Habsburg-törvényt az alkotmányerejű törvények közé emelték. 1922-ben azonban, amikor a Nyugat-Magyarországtól elcsatolt területeket Burgenland néven Ausztriához csatolták, az újonnan szerzett tartományban kifejezetten nem léptették hatályba sem a „HabsbG”-nek a kisajátításra vonatkozó rendelkezéseit, sem a nemesség eltörléséről szóló törvényt. Ennek reálpolitikai okai voltak: A bécsi kormány arra törekedett, hogy a nyugat-magyarországi birtokos nemesek – köztük a Habsburg-család több tagja is – támogassák a terület Ausztriához tartozását, és a népszavazásokon erre voksoljanak. Emiatt máig vitatott kérdés, hogy a Habsburg-törvény kisajátítási rendelkezései az 1922 utáni időszakban jogérvényesnek tekinthetők-e (ez azt jelentené, hogy az állam alkotmányerejű törvényei nem vonatkoznának egységesen az állam egész területére).

### Ausztrofasizmus és náci megszállás
1935-ben Kurt Schuschnigg szövetségi kancellár kormánya tárgyalásokat kezdett Károly császár legidősebb fia, Ottó főherceg, trónörökös és a Schusnigg-kormány között a Habsburg-törvény visszavonásáról és a monarchia helyreállításáról. 1935. július 13-án az ausztrofasiszta hivatásrendi állam (Ständestaat) kormánya a Habsburg-törvényt kiemelte az alkotmányerejű törvények sorából, és egyszerű többséggel módosítható törvénnyé minősítette vissza. A Schuschnigg-kormány részlegesen visszavonta a törvényt, megszüntette annak a kiutasításra vonatkozó rendelkezéseit, helyreállította a Habsburgok családi vagyonkezelő alapját (Familienversorgungsfonds), és ennek javára jelentős értékű vagyont juttatott vissza.
1938. március 13-án bekövetkezett Ausztria német megszállása és a Harmadik Birodalomba való beolvasztása (az Anschluss). Ez meghiúsította a Habsburg-restauráció kísérletét is. Arthur Seyß-Inquart birodalmi helytartó, „Ausztria Tartomány” (Land Österreich) kormányzatának elnöke – Hitler személyes utasítása (Führerbefehl) alapján – 1939. március 14-én kibocsátotta „A Habsburg–Lotaringiai-ház részére történő vagyonkiszolgáltatás visszavonásáról” szóló törvényt. Ennek alapján a Habsburg–Lotaringiai-ház teljes vagyona kártalanítás nélkül a Német Birodalom részét képező „Ausztria Tartományra” szállt.

### A második Osztrák Köztársaság
1945-ben a második Osztrák Köztársaság az 1933-as állapotnak megfelelően újból hatálybaléptette az 1920–1929-es szövetségi alkotmányt, vele automatikusan az 1919-es Habsburg-törvényt is. Az alkotmány továbbviteléről szóló törvény (Verfassungs-Überleitungsgesetz) hatályon kívül helyezett minden 1933–1945 között meghozott alkotmányerejű törvényt, valamint minden olyan egyszerű törvényt, amelyek nem álltak összhangban az 1933-ig érvényben volt szövetségi alkotmánnyal. Ezzel helyreállt az első Osztrák Köztársaság jogi állapota.
1945 után az osztrák kormány több nemzetközi egyezményhez (emberi jogi konvenciókhoz, diszkriminációellenes megállapodásokhoz) csak úgy csatlakozott, hogy fenntartásokat fűzött hozzá annak érdekében, hogy ezek az egyezmények hatálya Ausztria területén ne vonatkozzanak a Habsburg-család tagjaira. 1955-ben a Szovjetunió kormányának kifejezett követelésére a Habsburg-törvény bekerült az osztrák államszerződésbe is, annak elválaszthatatlan részeként.
1960-ban a Habsburg–Lotaringiai-ház több tagja elfogadta a Habsburg-törvényt és aláírta a lemondó nyilatkozatot. 1961. március 31-én maga Habsburg Ottó trónörökös, az utolsó császár legidősebb fia, a család feje is aláírta a trónigényről való lemondását, ennek jogérvényessége körül azonban Ausztriában jogvita keletkezett (a „Habsburg-válság”), ez több évig késleltette hazautazását. A osztrák közigazgatási bíróság végül Habsburg Ottó javára döntött, aki 1966. október 31-én négy évtizednyi távollét után visszatérhetett hazájába. Az eset nyomán az osztrák parlament alsóháza (Nationalrat), ahol szociáldemokrata–szabadságpárti (SPÖ–FPÖ) koalíció volt többségben, éveken át vizsgálta a Habsburg-törvény rendelkezéseinek pontos értelmezését.
1982-ben az osztrák kormány I. János Károly spanyol király közbenjárására Zita császárnénak, Károly császár özvegyének megadta a hazautazási engedélyt lemondó nyilatkozat aláírása nélkül, azzal az indokkal, hogy ő nem született Habsburg, csak beházasodott az uralkodóházba, és sohasem támaszthatna igényt a trónra. A Habsburg-monarchia restaurációja ebben az időben már valószerűtlennek volt tekintendő. Az özvegy császárné 63 év száműzetés után látogatott Ausztriába. 1989-ben az utolsó császárné a svájci Zizers-ben elhunyt, testét 1989. április 1-jén a Habsburg-család hagyományos temetkezőhelyén, a kapucinusok bécsi templomának kriptájába temették, ünnepélyes keretek között. A temetésére érkező családtagok a kormány általános engedélyével már valamennyien beutazhattak Ausztriába.
1996-ban a kiutasítás hatálya már csak a család két tagját érintette, a Minisztertanács a Habsburg-törvény 2. §-át „nem élő jog”-nak minősítette, és beutazási engedélyt adott nekik.
A Habsburg-család tagjai – valamint minden olyan uralkodócsalád tagjai, amely „valaha is uralkodott”, az Osztrák Köztársaság szövetségi alkotmánya 60. cikkelyének 3. bekezdése szerint nem választhatók osztrák szövetségi elnökké (Bundespräsident).

### Jogi viták a törvény körül
Az 1919-es kisajátítás támogatóinak egyik fő érve, hogy „a Habsburgok” volnának felelősek az első világháborúért. A tőlük elvont vagyon csupán egy jelképes kártérítés a háború által okozott károkért.
A családi pénzalap visszaadásának pártolói azzal érvelnek, hogy az elkobzott vagyonérték felhasználása a Habsburg-törvényben megfogalmazott célra (a háború áldozatainak kártalanítására) már nem lehetséges, mivel a világháborúnak már egyetlen károsultja sincs az élők sorában. Emellett azt az álláspontot kívánják érvényre juttatni, hogy a világháborúért nem a család felelős, hanem egyedül Ferenc József, a család megkérdezése és beleszólása nélkül. A törvény rendelkezése eszerint egy elítélendő diszkriminációnak minősülne, mivel egyetlen más osztrák főrendű család vagyonát sem kobozták el.
A Habsburg-család ma sem adta fel a küzdelmet a Habsburg-törvény ellen: jelentős összegű pénzbeli követeléssel élnek, emellett kastélyok, bécsi bérházak és mintegy 27 000 hektárnyi telek ellenértékének megtérítését követelik. Az igény becsült összege mintegy 200 millió euró. Mindeddig azonban az osztrák Legfelsőbb Bíróság formális okokra hivatkozva elutasította a keresetek megtárgyalását.

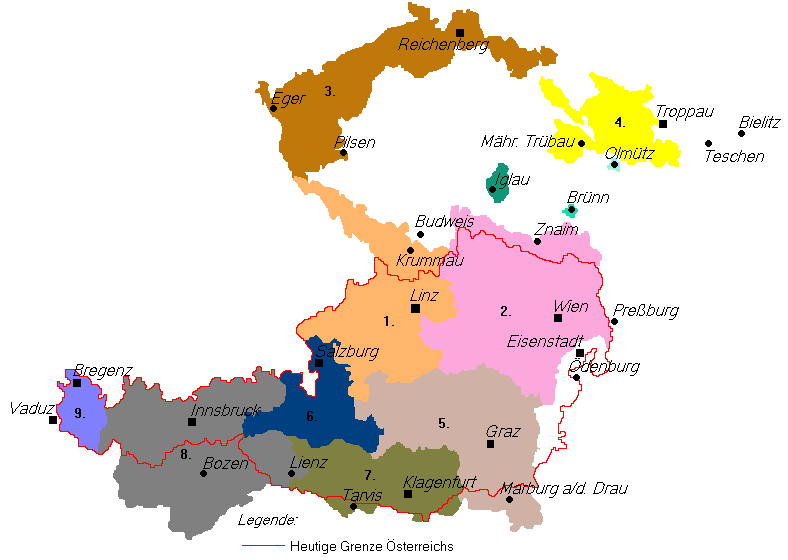
Német-Ausztria területei

## Külső hivatkozások
- Károly császár feldkirchi manifesztuma.
- Az 1919. április 3-i Habsburg-törvény.
- Az 1919. október 30-i Habsburg-törvény.
- A hivatásrendi állam (Ständestaat) 1935. július 13-i törvénye a vagyon-visszajutattásról.
- A nemzetiszocialista (NS) állam 1939. március 14-i törvénye az újbóli vagyonelkobzásról.
- A Habsburg-törvény az AEIOU Österreich-Lexikonban. Archiválva 2007. december 9-i dátummal a Wayback Machine-ben
- A Habsburg-törvény 1963. április 7-i, módosításokkal és kiegészítésekkel egységes szerkezetbe foglalt szövege.
- Az Osztrák Köztársaság Nemzeti Kártalanítási Alapjának sajtóközleménye az 5/2004, 6/2004 und 7/2004. sz. határozatokról.
- A nemesi címek és előjogok megszüntetését kimondó, 1919. április 3-i törvény (Adelsaufhebungsgesetz). Archiválva 2007. november 18-i dátummal a Wayback Machine-ben
- A Habsburg-törvény, kapcsolódó információk és kommentárok a www.lexhabsburg.eu honlapon.